# Valentýn
Valentýn (podle kalendáře, ale častěji spíše Valentin) je mužské jméno latinského původu pocházející z výrazu valens, tj. zdravý, silný. Jeho ženskou obdobou je Valentýna.
V českém občanském kalendáři má svátek 14. února, na který připadá anglosaský Den svatého Valentýna.

## Statistické údaje

### Pro jméno Valentýn
Následující tabulka uvádí četnost jména v ČR a pořadí mezi mužskými jmény ve srovnání dvou roků, pro které jsou dostupné údaje MV ČR – lze z ní tedy vysledovat trend v užívání tohoto jména:
| Rok       | Četnost  | Pořadí    |
| 1999      | 33       | 576.      |
| 2002      | 39       | 536.      |
| Porovnání | o 6 více | o 40 lépe |
| 2006      | 59       | 701.      |

Změna procentního zastoupení tohoto jména mezi žijícími muži v ČR (tj. procentní změna se započítáním celkového úbytku mužů v ČR za sledované tři roky 1999–2002) je +20,1%.

### Pro jméno Valentin
| Rok       | Četnost   | Pořadí   |
| 1999      | 423       | 223.     |
| 2002      | 404       | 229.     |
| Porovnání | o 19 méně | o 6 hůře |
| 2006      | 438       | 259.     |

Změna procentního zastoupení tohoto jména mezi žijícími muži v ČR (tj. procentní změna se započítáním celkového úbytku mužů v ČR za sledované tři roky 1999–2002) je -3,8%.

## Známí nositelé jména
- Svatý Valentin – křesťanský mučedník
- Valentin († 1182) – pražský biskup
- Valentin – papež
- Valentin Hrbatý – slezský kníže
- Valentin Kochan – český šlechtic
- Valentin Šindler – český operní pěvec
- Valentin Dobrotivý – český film